# Fusil Potzdam Modèle 1723
Pour les articles homonymes, voir Potsdam (homonymie).
Le fusil Potzdam modèle d’infanterie 1723 ou M1723/M1740 du Potzdam fut la première arme d'épaule standard de l'armée prussienne. C'était le rival du fusil Charleville (1717) de fabrication française et du Brown Bess (1722) fabriquée en Grande-Bretagne.

## Origine du nom
Potzdam, tout près de Berlin, était le lieu de résidence préféré de Frédéric le Grand de Prusse, ainsi que la ville où le mousquet a été fabriqué, d’où son nom. 
Après son couronnement en 1740, Frédéric II dote son armée de la version 1723 du mousquet prussien alors en vigueur. Le mousquet de Potzdam s'était déjà fait un nom en étant le premier mousquet de fabrication allemande standard, et le modèle commandé en 1740 a renforcé Potzdam comme arsenal clé d'Allemagne. Les mousquets ont été largement utilisés par les Prussiens et les soldats des différentes principautés allemandes au XVIIIe siècle. Les troupes hessiennes embauchées par les Britanniques ainsi que des troupes d'autres principautés allemandes dans les treize colonies britanniques révoltées d'Amérique ont également utilisé les mousquets contre les rebelles. 
Bien que le M1723/M1740 ait finalement cédé la place au Fusil Potzdam modèle d'infanterie 1809, il était encore utilisé par les soldats prussiens à la bataille de Waterloo en 1815 et au-delà.